# Međureligijsko vijeće u Bosni i Hercegovini
Međureligijsko vijeće u Bosni i Hercegovini je nevladina organizacija koja se bavi pomirenjem ali i na izgradnjom građanskog društva kroz međureligijski dijalog u Bosni i Hercegovini.

## Povijest
Međureligijsko vijeće u Bosni i Hercegovini je osnovano 1997. godine zajedničkim zalaganjem tadašnjeg reis-ul-uleme Mustafe ef. Cerića, mitropolita dabrobosanskog Nikolaja, kardinala Vinka Puljića i Jakoba Fincija, predsjednika Židovske zajednice u Bosni i Hercegovini.
Prvobitna ideja Vijeća, koje je pod takvim imenom nastalo prvo u svijetu, bilo je pomirenje među narodima Bosne i Hercegovine, gdje je samo godinu i po dana prije nastanka Vijeća bio rat. Kroz brojna iskustva konkretnih problema na terenu, rađaju se projektne ideje prijemčljive za Bosnu i Hercegovinu, a Međureligijsko vijeće postaje zaštitni znak za međureligijski dijalog u regionu.
Međureligijsko vijeće u Bosni i Hercegovini djeluje kao nevladina organizacija koja nije nikakvo nadtijelo, nego tijelo kroz koje se projavljuje dobra volja tradicionalnih crkava i vjerskih zajednica, da zajedničkim snagama doprinesu izgradnju građanskog društva u dijelovima gdje je uticaj crkava i vjerskih zajednica neprikosnoven.
Dana 29. lipnja 2017. održana je svečana akademija u Sarajevu povodom 20 godina rada Međureligijskog vijeća.

## Vanjske poveznice
- Međureligijsko vijeće u Bosni i Hercegovini  Arhivirana inačica izvorne stranice od 30. siječnja 2019. (Wayback Machine)